# Last (volume)
De last is een oude inhoudsmaat, onder meer van vissersvaartuigen en bedoeld om daarvan het laadvermogen aan te geven maar ook om een indicatie te geven van een maat of gewicht van een scheepslading. Bij de zeevisserij bestond bij de last een onderverdeling in aantallen kantjes. De eenheden last en kantje kenden ten opzichte van elkaar een meer dan één vastgelegde verhouding. Bij de haringvisserij met een vleet werden de aangevoerde vangsten van een vissersvaartuig uitgedrukt in lasten.

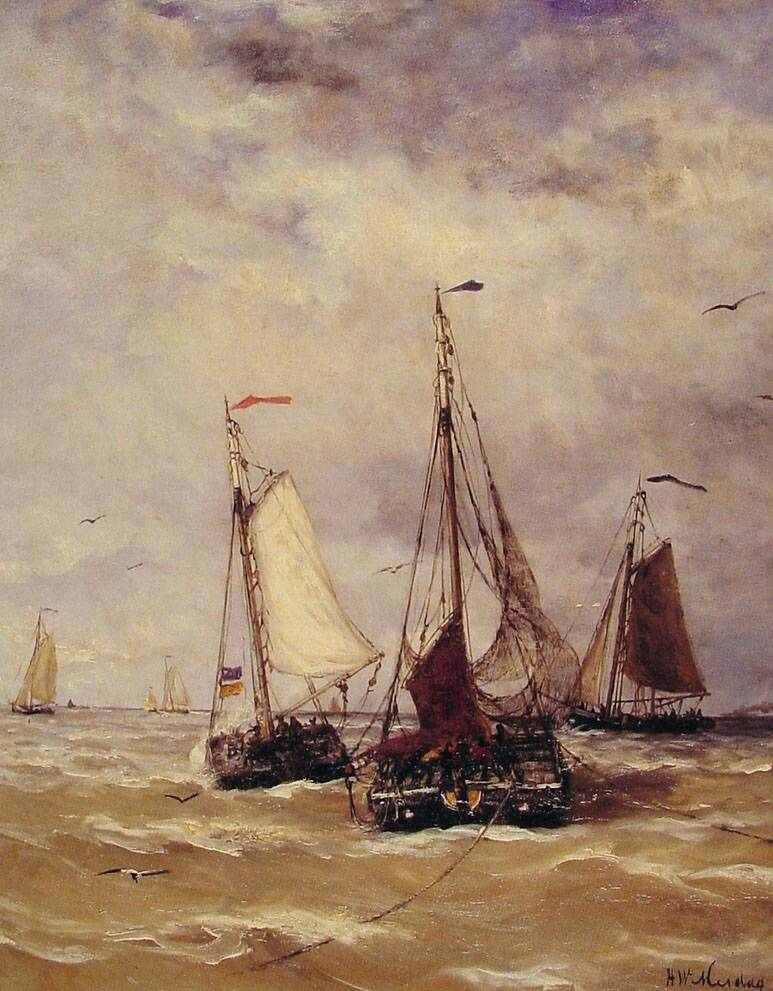
Bomschuiten, geschilderd door H.W. Mesdag

## Ongelijke inhoud
Het is opmerkelijk dat de onderverdeling van een last in kantjes en die gerelateerd aan de haringvisserij én van de Maassteden én van de haringsteden Enkhuizen en Hoorn anders was dan de onderverdeling, gehanteerd door de kustdorpen bij hún haringvisserij. De Maassteden kenden uiteindelijk aan een last 14 tonnen (eerder kantjes) toe terwijl bij de kustdorpen aan een last 17 kantjes werden toegekend en bleven gehandhaafd. En dit terwijl hun beider haringvisserij en hun beider verwerking van de vangsten feitelijk op vrijwel een zelfde patroon neerkwam. Het ontstane verschil werd opgeroepen door de grootte van de voor deze visserij ingezette schepen zoals bijvoorbeeld bij de haringsteden de buis en later de sloep versus de pink en de daaropvolgende bomschuit van de Noordzeekust.

## De werkzaamheden aan boord
De voornoemde vissersschepen - de buis  en de sloep - konden, afhankelijk van hun grootte, tot circa 40 last aan haring aanvoeren. De later verschijnende logger werd op den duur daaraan gelijk. Al naargelang de grootte van de haring bevatte een kantje 900 tot 1000 haringen. De werkzaamheden aan boord volgend werd - na de vleet rond 17:00 uur te hebben uitgezet - deze zo'n acht uur daarna 'gehaald'. De haring kreeg nu de volgende behandelingen: het uit de netten slaan, vervolgens deze - tot de gehele vangst binnen was - opslaan in 'krebbes'. Dit waren enkele uit houten vakken bestaande bergruimten aan dek. Dergelijke geheel uit houten schotten bestaande, open, bergruimten konden zo nodig worden gedemonteerd. De haring werd vanuit de 'krebbes' in manden geschept; deze werden bij de klaarzittende kakers geplaatst. De gekaakte haringen werden gezouten, feitelijk warren genaamd.

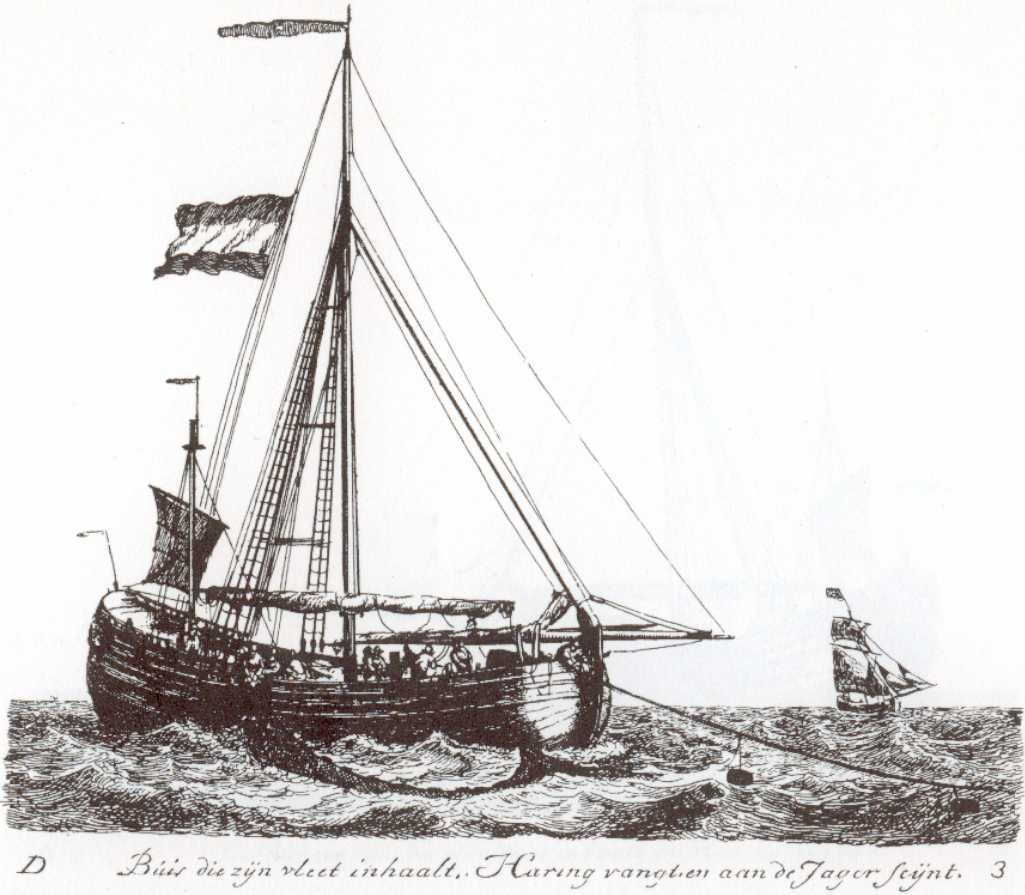
Buis die zijn vleet inhaalt (G. Groenewegen)

Ten slotte werden de haringen gepakt in tonnen die in feite nog als kantjes werden aangemerkt. Die tot de bovenrand gevulde kantjes werden daarna in de ruimen afgelaten. Tot zover geen verschil met welk ander - met een vleet op haring vissend - schip dan ook. Van oudsher werden door de vissers van de haringsteden de in de scheepsruimen neergelaten tonnen een achttal dagen later weer bovendeks gehaald. Door het toegevoegde zout, het voornoemde warren, waren de haringen zodanig gekrompen dat men de in de ton aanwezige haringen moest aanvullen met uit andere tonnen afkomstige haringen. Er werden bovendien nog enkele kwaliteitverhogende handelingen verricht. De hoeveelheden haring die eerder stonden voor 17 kantjes waren nu gereduceerd tot 14 kantjes die echter niet meer als kantjes maar vanaf dát moment als tonnen werden aangeduid. In wezen waren de nu voorhanden zijnde volle tonnen verhandelbaar. De vraag rijst nu waarom een dergelijke - zojuist beschreven - gang van zaken niet uniform was en dus óók toepasbaar bij de vissersschepen van bijvoorbeeld de kustdorpen?

## Het voorbehoud
Tussen 1752 en 1857 (met uitzondering van de periode van de Bataafse Republiek) stond de Nederlandse Visserijwet niet toe dat schepen uit andere plaatsen dan Rotterdam, Schiedam, Brielle, Delft en Enkhuizen de haring aan boord kaakten. De overige plaatsen van De Zijde die aan haringvangst deden mochten slechts steurharing aan land brengen.
Het in gebruik zijnde vissersschip van de Noordzeekust was de schuit, ook wel genoemd bomschuit. De kustdorpen kenden tot 1904 geen haven. Vanaf dát jaar werd het vissersdorp Scheveningen de gelukkige. De genoemde schuiten konden door het gebrek aan een haven voor hun visserij eeuwenlang uitsluitend functioneren door vanaf het strand af te varen en bij thuiskomst daarop aan te landen. Hun bezigheid betrof het bevissen van de Noordzee op plat- en rondvis. De vangst werden over manden verdeeld en in die manden aangevoerd. Er was één periode in het jaar waarin de haring verscheen voor de Hollandse kust. In die periode - rond de nazomer - mochten kustvissers vissen op haring, maar onder voorbehoud. Wettelijk gesteld moest men deze vangsten vers aanvoeren wat inhield dat zij deze niet mochten kaken en pekelen. De aangevoerde, niet gepekelde, verse haring werd aan de wal opgekocht door haringrokers die de haring middels roken verwerkten tot bokking. Het was dus voor de kustvissers overduidelijk - en als zodanig  klip en klaar bij wet gestipuleerd - dat gezouten haring niet hun ding was en niet mocht worden. 
Na de wet van 1857 werden de kustvissers met hun schuiten verlost van het verbod tot het vissen op haring en deze kaken en zouten tot pekelharing. Het proces voor het vissen op haring en deze pekelen is bovenstaand beschreven waarbij is aangemerkt dat dit proces van het verwerken van de haring voor buizen en sloepen van de haringsteden en voor pinken en schuiten van de kustdorpen vrijwel gelijk was. Maar daarna ontpopte zich het verschil van de 17 versus 14. Het dek van de oorspronkelijk niet voor haringvisserij bestemde schuit was relatief klein vergeleken met die van de sloep e.d. Hierdoor konden de vissers van de pinken en de latere schuiten niet de eenmaal in de ruimen neergelaten tonnen opnieuw bovendeks halen om, zoals bij de buizen en sloepen, de tonnen met gekrompen haring aan te vullen. De schuiten zetten dus lasten van 17 kantjes aan de kaden waar bij de haringsteden lasten van 14 tonnen op de kaden verschenen. En datgene wat de vissers van de sloepen en buizen op hun dekken hadden gedaan, de haring overpakken, werd bij de kustdorpen op de kaden of op de erven verzorgd door zogenaamde pakkers, die alsnog de niet meer geheel volle tonnen aanvulden tot vol waarbij ook dáárbij de last 14 tonnen of zo men wil kantjes werden. En ondanks het gegeven dat Scheveningen over de grootste vloot van loggers ging beschikken die daarvoor wél de mogelijkheid boden is men er - wellicht getrouw de traditie - niet toe overgaan, van 1 op 17 naar 1 op 14 over te stappen.

## 'Naslagwerk'
- Uit Vlaamse literatuur, betrekking hebbend op de haringvisserij, blijkt dat in de middeleeuwen een last overeenkwam met 1000 kilogram haring.
- Met het verdwijnen van de vleetvisserij verdween ook de aanduiding 'last'.
- Bij de VOC bedroeg een last in de 17e eeuw ongeveer 1250 kg, later oplopend tot 2000 kg.[1]
- Uit vergelijkende tabellen volgt: 1 last = 1926 kg. Later werd de last vervangen door gewichtston: 1000 kg laadvermogen.
- Sedert 1925 gebruikt men bij voorkeur de ton waterverplaatsing (1 m3 = 1000 kg), maar de gewichtston bleef eveneens in zwang.
- In het Nederlands metriek stelsel van 1816 was een last gelijk aan 3 kubieke meter.